# In Slaughter Natives
In Slaughter Natives ist ein Death-Industrial-Projekt aus Schweden.

## Geschichte
Das Projekt In Slaughter Natives wurde 1988 von Jouni Havukainen gegründet. Dabei debütierte das Projekt erst 1991 mit einem selbstbetitelten Album. Havukainen veröffentlichte In Slaughter Natives beim schwedischen Label Cold Meat Industry, nachdem der Labelgründer und Brighter-Death-Now-Musiker Roger Karmanik Havukainen ermutigte Musik zu veröffentlichen. Beide kannten einander seit Jahren und gehörten zur Szene um das Label.
Bis zum Album Resurrection im Jahr 2004 erschienen nahezu alle Veröffentlichungen über Cold Meat Industry und Staalplaat. Weitere Veröffentlichungen erschienen in den darauf folgenden Jahren über Dark-Ambient- und Post-Industrial-Label wie Cyclic Law, Infinite Fog Productions und Gradual Hate Records. Indes absolvierte das Projekt Weltweit Auftritte. Darunter diverse Festivals und Tourneen.

## Stil
In Slaughter Natives zählt zu den Pionieren des Death Industrial und den zentralen Projekten des Erfolges des Labels Cold Meat Industry. „Schwere Industrial Sounds fusionieren mit bombastischer Neoklassik und martialischen Rhythmen.“ Dabei kombinieren die Stücke furchterregende Atmosphäre mit „peitschender Marschmusik, tief dröhnenden Bässen und nadelstichartigen Melodien“. Piero Scaruffi beschreibt die Musik als eine „Art Gothic-Musik aus langsamen Tempi, transzendenten Borduns, geisterhafte Chorälen, symphonischer Elektronik und den Visionen satanischer Klöster.“

## Diskografie
- 1988: In Slaughter Natives (Album, Cold Meat Industry)
- 1992: Enter Now The World (Album, Cold Meat Industry)
- 1992: Sacrosancts Bleed (Album, Cold Meat Industry)
- 1994: Mort Aux Vaches (Split-Album mit Deutsch Nepal, Mort Aux Vaches)
- 1996: Purgate My Stain (Album, Staalplaat)
- 2001: Recollection (Kompilation, Cold Meat Industry)
- 2001: Re-Enter Salvation (Kompilation, Cold Meat Industry)
- 2004: Resurrection (Album, Cold Meat Industry)
- 2005: In Slaughter Natives/Voice Of Hate (Split-EP mit Voice of Hate, Temple Of Darkness Records)
- 2011: Insanity & Treatment (Kompilation, Infinite Fog Productions)
- 2014: Cannula Coma Legio (Album, Cyclic Law)
- 2016: Mort Aux Vaches (Album, Infinite Fog Productions)
- 2016: Ventre (Split-Album mit Nihil, Cyclic Press/Cyclic Law)
- 2016: Psicofonias - Las Voces Desconocidas (Album, Gradual Hate Records)